# Canum
Canum ist ein Warftenort im westlichen Ostfriesland. Das Dorf gehört zur Gemeinde Krummhörn im Landkreis Aurich (Niedersachsen). Der Ortsteil Canum hat 244 Einwohner (Stand 31. Dezember 2024).

## Geografie
Canum liegt etwa eineinhalb Kilometer südöstlich von Pewsum des Hauptortes der Gemeinde. Der Ort entstand auf in einem Knickmarschböden auf einer Höhe von etwa 5,3 m ü. NHN. Insgesamt bedeckt die Gemarkung eine Fläche von 3,68 Quadratkilometern.

## Geschichte
Canum wurde erstmals im Jahre 950 n. Chr. unter dem Namen Caninghem erwähnt. Aus dem Jahre 1475 ist die Bezeichnung Canigum hodie Canum überliefert. Der Name ist eine Zusammensetzung des Rufnamens Kane mit dem Kollektivsuffix -ing. Canum bedeutet demnach Heim der Sippe des Kane.
Keramikfunde deuten auf eine Besiedelung des Ortsgebietes in der Zeit vom ersten Jahrhundert vor Christus bis zum dritten Jahrhundert nach Christus hin. Auf dem höchsten Punkt der Warft errichteten die Bewohner im 13. Jahrhundert die Canumer Kirche und später den Glockenturm. Des Weiteren wurde schon um das Jahr 1581 die Canumer Schule erwähnt, die heute als Leichenhalle genutzt wird.
Canum zählte in der Hannoverschen Zeit Ostfrieslands zum Amt Emden (1824), darin zur Vogtei Larrelt und darin wiederum zur Untervogtei Loquard, die neben Loquard und Canum auch Woltzeten, Rysum, Campen und Heiselhusen umfasste. Bei der hannoverschen Ämterreform 1852 wurde Canum aus dem Amt Emden herausgelöst und dem Amt Greetsiel (mit Sitz in Pewsum) zugeschlagen. Im Zuge der hannoverschen Ämterreform 1859 wurde das Amt Greetsiel aufgelöst und dem Amt Emden zugeschlagen, Canum gehörte seitdem zum letztgenannten. Bei der preußischen Kreisreform 1885 wurde aus dem Amt Emden der Landkreis Emden gebildet, dem Canum danach angehörte.
Jahrhundertelang waren die natürlichen Tiefs und die Entwässerungskanäle, die die Krummhörn in einem dichten Netz durchziehen, der wichtigste Verkehrsträger. Über Gräben und Kanäle waren nicht nur die Dörfer, sondern auch viele Hofstellen mit der Stadt Emden und dem Hafenort Greetsiel verbunden. Besonders der Bootsverkehr mit Emden war von Bedeutung. Dorfschiffer übernahmen die Versorgung der Orte mit Gütern aus der Stadt und lieferten in der Gegenrichtung landwirtschaftliche Produkte: „Vom Sielhafenort transportierten kleinere Schiffe, sogenannte Loogschiffe, die umgeschlagene Fracht ins Binnenland und versorgten die Marschdörfer (loog = Dorf). Bis ins 20. Jahrhundert belebten die Loogschiffe aus der Krummhörn die Kanäle der Stadt Emden.“ Bereits 1824 schrieb der Kulturhistoriker Fridrich Arends in seiner Erdbeschreibung des Fürstenthums Ostfriesland und des Harlingerlandes: „Mit Wasser ist kein Amt reichlicher versehen wie dieses. (…) Im Winter und Frühling geschieht der Transport des Korns und sonstiger Güter sowohl in diesem als im Greetmer Amt immer zu Wasser, welches bei den schlechten Kleiwegen in der Jahreszeit außerordentlichen Nutzen hat.“
Torf, der zumeist in den ostfriesischen Fehnen gewonnen wurde, spielte über Jahrhunderte eine wichtige Rolle als Heizmaterial für die Bewohner der Krummhörn. Die Torfschiffe brachten das Material auf dem ostfriesischen Kanalnetz bis in die Dörfer der Krummhörn, darunter auch nach Canum. Auf ihrer Rückfahrt in die Fehnsiedlungen nahmen die Torfschiffer oftmals Kleiboden aus der Marsch sowie den Dung des Viehs mit, mit dem sie zu Hause ihre abgetorften Flächen düngten.
Wie nahezu alle Ortschaften in der Gemeinde Krummhörn verlor auch Canum einen Teil seiner Bevölkerung im 19. Jahrhundert. Nach dem Ende des Zweiten Weltkriegs nahm Canum eine große Anzahl Vertriebener aus den Ostgebieten des Deutschen Reiches auf. Sie stellten 1946 21,9 Prozent der Dorfbevölkerung, eine Quote, die bis 1950 bis auf 30,4 Prozent anstieg.
In den Jahren von 1967 bis 1969 folgten das Feuerwehrhaus für die Freiwillige Feuerwehr und ein Dorfgemeinschaftshaus.
Am 1. Juli 1972 wurde Canum in die neue Gemeinde Krummhörn eingegliedert.

## Politik
Ortsvorsteher ist Hartmut Egden.

## Kultur und Sehenswürdigkeiten
Die Canumer Kirche wurde in der zweiten Hälfte des 13. Jahrhunderts im spätromanischen Stil erbaut. Bei der Kirche handelt es sich um eine Einraumkirche, die auf dem höchsten Punkt der Warft steht. Im Inneren der Kirche befinden sich drei Rippengewölbe, die auf gegliederten Mauern und Eckpfeilern ruhen. Auffällig ist die Kirche auch dadurch, dass der Eingang in den Jahren immer wieder verlegt wurde. Im Jahr 2010 erhielt die Gemeinde eine neue Orgel von Bartelt Immer, die sich an Werken von Gerhard von Holy orientiert.

## Wirtschaft und Infrastruktur

### Unternehmen
Der Ort lebt fast ausschließlich vom Tourismus und der Landwirtschaft.

### Verkehr
Durch den Ort führt die Landesstraße 3. Der Haltepunkt an der Kreisbahn Emden–Pewsum–Greetsiel entfiel mit ihrer Stilllegung im Mai 1963, nachfolgend wurden die Schienen demontiert.